# Cap du Sud-Est
Le cap du Sud-Est ou cap Sud-Est, en anglais South East Cape, est le point le plus méridional de l'île de Tasmanie, en Australie. Il est le point de rencontre de trois espaces maritimes et sert de limite entre l'océan Indien (au sud-ouest), l'océan Pacifique (au sud-est) et la mer de Tasman (à l'est).

## Limite maritime
L'Organisation hydrographique internationale utilise la longitude du cap pour définir la limite entre l'océan Indien (à l'ouest) et l'océan Pacifique (à l'est). Les coordonnées géographiques du cap servent de point d'origine d'une loxodromie rejoignant l'extrémité méridionale de l'île Auckland et définissant la limite méridionale de la mer de Tasman.

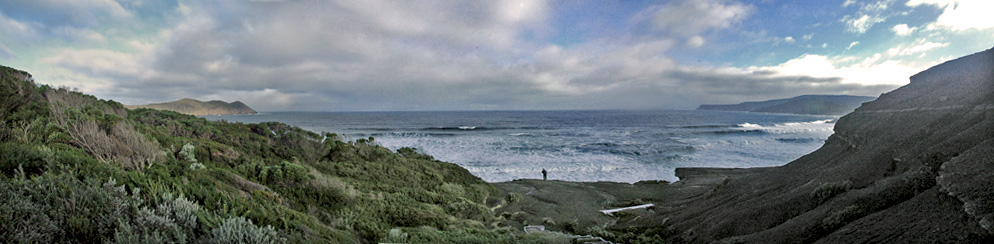
Panorama de la baie du cap du Sud en Tasmanie : le cap du Sud-Est est visible sur la gauche et le cap du Sud sur la droite ; les eaux sont celles de l'océan Indien.